# Давыдов, Сергей Викторович (политик)
Серге́й Ви́кторович Давы́дов (род. 15 июня 1962, Челябинск) — российский политик, юрист, Первый заместитель главы города Челябинска, с 22 апреля по 4 июня 2010 — исполняющий обязанности главы города Челябинска.

## Биография
Окончил Свердловский юридический институт по специальности «правоведение», работал следователем прокуратуры Ленинского района Златоуста.
В 1983—1985 служил в Советской Армии. После демобилизации — старший следователь прокуратуры Металлургического района Челябинска, старший следователь и заместитель прокурора Курчатовского района. В 1991—1997 — прокурор Центрального района Челябинска, в 1997—2003 — прокурор Челябинска.
В 2001 году был награждён именным оружием за добросовестную службу. В 2003 году уволен в связи с ликвидацией прокуратуры Челябинска.
С января по апрель 2005 года — председатель совета Челябинской городской правозащитной общественной организации «Гражданская позиция».
В апреле 2005 года назначен Первым заместителем Главы города Челябинска.
С 22 апреля по 4 июня 2010 — исполняющий обязанности главы города Челябинска.
С 4 июня 2010 по 26 декабря 2014 — глава администрации того же города (сити-менеджер).

## Достижения на посту Главы Администрации г. Челябинска

### Развитие общественного транспорта

#### Обновление подвижного состава муниципального общественного транспорта
В 2011 году в рамках обновления подвижного состава общественного транспорта было закуплено несколько десятков городских автобусов, включая низкопольные. Низкопольные автобусы отличаются от обычных тем, что вход в салон находится на уровне бордюра. Эти меры позволили практически полностью обновить подвижной автобусный парк и избавиться от старых и неэкологичных икарусов.
Новые автобусы оснащены экологически чистым двигателем «Евро-4» и полностью соответствуют всем современным требованиям безопасности. В Москве и других крупных городах России за таким транспортом видят будущее. И хотя стоимость машины выше обычных бензиновых аналогов, эксплуатация оправдывает себя. Вредность выбросов по сравнению с дизельным двигателем снижается в 8 раз. Эти автобусы так же при правильной эксплуатации можно будет ремонтировать минимум через пять лет.
Такой вид автобуса, по сути, является альтернативой троллейбусу по своей экономичности и экологичности, что особенно актуально на фоне проблемы устаревшего троллейбусного парка, 70 % которого подлежит списанию. По нормативам срок службы троллейбуса не должен превышать 10 лет, однако в Челябинске на ходу остаются машины с 20-летним сроком эксплуатации. Самому молодому троллейбусу — 4 года. Соответственно, на их ремонт тратится огромное количество времени и денег. Для того чтобы полностью заменить весь троллейбусный парк и отремонтировать старые сети, потребуется около миллиарда рублей.
В этой ситуации городские власти делают ставку на модернизацию автобусного парка.

#### Реконструкция остановочных комплексов
Параллельно с обновлением подвижного состава городского общественного транспорта Администрацией г. Челябинска инициирована постепенная реконструкция остановочных комплексов. Поводом для этого стало изучение состояния остановок Челябинска, в ходе которого было выявлено, что из 860 имеющихся остановок, в условно оборудованном состоянии находится около половины. В связи с этим Сергей Давыдов заявил, что настало время кардинально изменить ситуацию с комфортом пассажиров на остановках.
В решении этой проблемы готовы поучаствовать немало предпринимателей, которые готовы поставить на остановках павильоны и оборудовать удобные и красивые навесы и лавочки, в соответствии с эскизами, утверждёнными в главном управлении архитектуры и градостроительства.

#### Перенос северного автовокзала к дворцу спорта «Юность»
В июле 2011 года для решения проблемы пробок в центре города и создания более комфортных условий для пассажиров, пользующихся услугами междугородных автобусов, был перенесён Северный автовокзал к Дворцу спорта «Юность». Если в первые месяцы после переноса автовокзала пассажиры не смогли в полной мере ощутить удобства нового местоположения, то после открытия нового моста через реку Миасс, соединяющего улицы Красную и Каслинскую преимущества нового местоположения стало очевидными
.
С запуском моста изменилось движение автобусов пригородного и междугородного сообщения. Разработанные четкие маршруты въезда и выезда перевозчиков позволили упорядочить движение транспорта в мегаполисе. В результате, большинство транзитных автобусных пассажиров, которые раньше прибывали непосредственно на железнодорожный вокзал, стали испытывать неудобства с пересадкой.

### Зелёная революция
Согласно отраслевой целевой программе «Оздоровление окружающей среды города Челябинска на 2011—2013 годы», принятой 27 августа 2010 г. предполагалось в течение 2011—2013 высадить 2000 деревьев.
Но уже в 2011 году была объявлена «зелёная революция» и план высаженных деревьев увеличился до 15000.
К процессу озеленения Администрации города удалось подключить промышленные предприятия города. В итоге в 2011 году за счёт средств городского бюджета и крупных предприятий было высажено 21562 дерева.
Процесс массового озеленения коснулся дворов и улиц города. Среди высаженных деревьев были не только пирамидальные тополя, но и липы, ивы, ясени, клёны, рябины, яблони и берёзы. Помимо высадки деревьев для предотвращения обрушения веток и нанесения вреда здоровья горожан производилась санитарная обрезка и вырубка старых деревьев, высаженных ещё в 1930—1970-е гг.
.

### Благоустройство парков, скверов и дворов
Новым шагом в благоустройстве дворов города стало принятие весной 2011 г. городской целевой программы «Капитальный ремонт и ремонт дворовых территорий многоквартирных домов, проездов к дворовым территориям многоквартирных домов города Челябинска на 2011—2015 годы». Согласно этой программе для создания благоприятных условий проживания горожан предусматривается благоустройство 1408 дворовых территорий и проездов к дворовым территориям.
Благоустройство включает создание детских игровых и спортивных площадок, установку скамеек, высадку деревьев, строительство парковок. В первую очередь благоустройство дворов проходит в окраинах Тракторозаводского, Ленинского и Металлургического районов
.
С января 2011 года действует муниципальное учреждение «Спортивный город», в задачи которого входит содержание дворовых спортивных площадок и организация на них спортивно-массовой и оздоровительной работы с населением города по месту жительства. На балансе МУ «Спортивный город» находятся 62 хоккейных корта, расположенных во дворах жилых домов. Практически на всех площадках произведён качественный ремонт
.
Ещё одной мерой по приданию городу нового облика стало благоустройство мест массового отдыха горожан. Реконструкции подверглись парк имени Тищенко, Сквер Молодогвардейцев (ставший первым Парком в Курчатовском районе)
,
Сквера им. Челюскинцев на ул. Российской, парка Дружбы на Северо-востоке, сквер Сигнал, сквер «Молодёжный» на пересечении Горького и Первой Пятилетки,
Сквер возле ДК Станкомаш (с созданием мемориального комплекса)
.

### Дорожная революция
В декабре 2010 г. в рамках реализации инициатив Губернатора Челябинской области Михаила Юревича

администрацией Челябинска была утверждена городская целевая программа «Развитие улично-дорожной сети города Челябинска» на 2011—2013 годы. Для борьбы с «пробками» было выдвинуто несколько главных мер
:
- Формирование магистралей непрерывного движения, дублирующих магистрали, проходящие через центр города (строительство трассы по улице Высоковольтная, являющейся продолжением улицы Молодогвардейцев и проходящей мимо Краснопольской площадки, соединяя северо-запад Челябинска с посёлком Шагол[25], строительство многоуровневой транспортной развязки на въезде в Ленинский район Челябинска[26], строительство развязки возле Челябинского цирка[27], строительство развязки на пересечении реконструированных улиц Худякова и Университетской Набережной, разгружающей Шершневскую плотину[28], строительство моста через реку Миасс, соединяющего улицы Красную и Каслинскую[29], и т. д.
- Расширение магистральных улиц и улиц с интенсивным движением (увеличение средней ширины проезжей части магистральных улиц с 10-17,5 м до 17-24 м). Это коснулось улиц Каслинской, Кирова, Володарского, Коммуны, Энтузиастов, Героев Танкограда, Рождественского, Копейского шоссе и др.
- Реконструкция перекрестков, в ходе которой осуществляется расширение проезжей части со строительством т. н. «правых рукавов» и замена светофорных объектов[30]. Расширение перекрестков уже проведено на пр. Ленина, пр. Победы, ул. Братьев Кашириных, Свердловском и Комсомольском проспектах. Выбор определялся, в том числе наличием большого количества ДТП на этих магистралях[31].

Помимо этих мероприятий, в рамках утверждённой отраслевой целевой программы «Повышение безопасности дорожного движения в городе Челябинске» на 2013—2015 годы в Челябинске для увеличения пропускной способности улично-дорожной сети города (на 15-20 %) и обеспечения более комфортных и безопасных условия передвижения транспорта и пешеходов запланировано расширение возможностей автоматизированной системы управления дорожным движением.
В течение 2012 г. планируется подключение к АСУДД всех 305 регулируемых перекрестков Челябинска. Согласно расчётам внедрение АСУДД обеспечит 15-процентное увеличение пропускной способности контролируемых ею городских магистралей, что положительно скажется на транспортной и экологической ситуации в мегаполисе.
Глава администрации Челябинска Сергей Давыдов отметил что «для Челябинска автоматическая система — особая гордость, потому что мы — первый город в стране, где она используется»
.
АСУДД позволяет информировать водителей о степени загруженности транспортных магистралей и направлять их в объезд по улицам-дублёрам. С работой этой про-граммы челябинские специалисты познакомились в Дюссельдорфе. Дополнительно для повышения безопасности пешеходов, и в первую очередь самых маленьких участников движения — школьников, на нерегулируемых перекрестках разработаны и протестированы светодиодные анимационные дорожные знаки «Пешеходный переход»
.

### Строительство школьных стадионов
С 2011 года Администрация города Челябинска при поддержке Губернатора Челябинской области осуществляет строительство школьных стадионов, которые сразу же становятся центром притяжения для жителей прилегающих микрорайонов, желающих заниматься физкультурой. Новые стадионы включают футбольное поле, волейбольную и баскетбольную площадки, беговые дорожки, яма для прыжков в длину, тренажеры, полосу препятствий и многое другое
.
В 2011 году такие стадионы в 15 челябинских школах (гимназия № 26, гимназия № 93, гимназия № 76, школа № 128), были переоборудованы спортивные площадки ещё в 78 школах
.
В 2012 г. должны быть построены ещё 11 школьных стадионов (в школах № 13, 23, 35, 81, 85, 100, 108, 154 и др.)

.

### Решение проблемы дефицита мест в детских садах
В 2010 г. охват детей дошкольным образованием в Челябинске составлял 81 %, что значительно выше общероссийских показателей (Россия — 59 %, УрФО — 65 %). И все же более 16 тысяч челябинских ребятишек ожидали своей очереди в садик
.
В течение 2011 года была продолжена целенаправленная работа по созданию дополнительных дошкольных мест и сокращению очередности в МДОУ. В результате проведённой работы открыто 3200 дополнительных мест. Таким образом, охват детей дошкольным образованием составил 82,5 %, что выше на 1,5 % по сравнению с 2010 годом
.
В 2012 г. начался ремонт фасадов зданий школ и детских садов, на который планируется потратить 160 миллионов рублей, что привести в порядок внешний вид почти 170 школ и детских садов

.

### Облегчение доступа горожан к услугам муниципальных служб
В ноябре 2011 года в Челябинске начал работу многофункциональный центр (МФЦ), в котором можно оформить справки и документы различных ведомств в режиме «одного окна». В МФЦ предусмотрен большой штат администраторов, которые будут консультировать жителей по вопросам предоставления услуг, в том числе помогать с заполнением документов, бланков. При необходимости посетители могут воспользоваться услугами нотариуса. Вплоть до октября 2012 г., в МФЦ работало 61 окно, в которых предоставлялись 19 видов государственных и муниципальных услуг
.
3 октября 2012 г. Сергей Давыдов открыл вторую очередь МФЦ, после чего количество предоставляемых услуг увеличилось до 49, а пропускная способность стала составлять 4000 посетителей в день
.

## Критика
Деятельность С. В. Давыдова на посту главы администрации города, а также его высказывания вызывают неоднозначную, зачастую негативную реакцию горожан. Среди критикуемого:
- массовая вырубка деревьев в 2010, 2011 году;
- ликвидация сквера возле театра оперы и балета в 2010 году;
- отсутствие централизованных парковок в городе;
- закрытие Южного автовокзала и перенос Северного автовокзала во дворец спорта «Юность»;
- стремление уничтожить троллейбусное движение в Челябинске;
- лживые заявления о количестве высаженных деревьев[45][46].

## Уголовные дела
2017 год
Экс-глава администрации Челябинска Сергей Давыдов утром в среду, 29 ноября, вышел из СИЗО-7 УФСБ по региону в связи с истечением срока содержания под стражей. Теперь бывший сити-менеджер, обвиняемый в мошенничестве на сумму около 340 млн рублей, будет находиться под подпиской о невыезде [Экс-глава администрации Челябинска Сергей Давыдов вышел из СИЗО].
2019 год
Уголовное дело на «Фантомаса» вела челябинская контрразведка. Видимо УФСБ по Челябинской области удовлетворили ценные свидетельские показания подсудимого.
Бывший глава администрации Челябинска, занимающий должность в губернаторство Михаила Юревича, — Сергей Давыдов, — получил мягкий приговор, всего лишь штраф в 40 тысяч рублей, — за злоупотребление служебными полномочиями.
Такое решение вынес Советский районный суд Челябинска — по ходатайству представителя УФСБ по Челябинской области, которое курировало дело в отношении «Фантомаса».
По этому же ходатайству уголовное дело в отношении бывшего сити-менеджера областного центра было прекращено.
Первоначально Давыдову инкриминировалась более серьёзная статья УК РФ — мошенничество в крупных размерах. Давыдов обвинялся в хищении 340 млн рублей у муниципального унитарного предприятия «Челябинские коммунальные тепловые сети» (МУП ЧКТС), по ч.4 ст. 159 УК РФ (мошенничество по предварительному сговору группой лиц). Это дело прекращено за отсутствием состава преступления.
После этого статью переквалифицировали на более мягкую — злоупотребление служебным положением. Речь шла о махинациях администрации города и МУП «ЧКТС», в результате чего бюджет Челябинска понёс ущерб почти в 11 млн рублей.
Однако Сергей Викторович, который после ареста провёл два месяца в СИЗО, начал сотрудничать со следствием и давать показания — по-видимому в отношении фигурантов других уголовных дел, предположительно в отношении Юревича. А также полностью компенсировал нанесённый ущерб.
После этого был отпущен под подписку о невыезде, а УФСБ вышло с ходатайством в суд о прекращении уголовного дела. Прокуратура не согласилась с доводами силовиков, однако суд встал на сторону челябинской контрразведки. Экс-сити-менеджер Челябинска Сергей Давыдов отделался штрафом по решению суда
1 августа 2019 года
Советский районный суд удовлетворил ходатайство следователя ФСБ по Челябинской области о возврате уголовного дела бывшего сити-менеджера города Сергей Давыдова на новое расследование.
Сегодня, первого августа, в Советском районном суде Челябинска возобновилось рассмотрение уголовного дела в отношении бывшего главы администрации города Челябинска Сергея Давыдова
«Следователь ФСБ по Челябинской области вышел с заявлением о ходатайстве об отзыве постановления о возбуждении перед судом ходатайства о прекращении уголовного дела в отношении Давыдова и назначении ему меры уголовно-правового характера в виде судебного штрафа в размере 40 тысяч рублей. Суд постановил прекратить производство по рассмотрению постановления следователя о возбуждении перед судом ходатайства о прекращении уголовного дела и назначении меры наказания в виде штрафа», — сообщила консультант Советского районного суда Мария Иванова/ Дело Давыдова вернули в ФСБ

## Награды
- Знак отличия «За заслуги перед Челябинской областью» (14 июня 2012) — за выдающиеся заслуги в социально-экономическом развитии Челябинской области
- наградное оружие — именной 9-мм пистолет ПМ от генеральной прокуратуры РФ[49].